# Kerlur, Belur
Kerlur là một làng thuộc tehsil Belur, huyện Hassan, bang Karnataka, Ấn Độ.